# Aristomenes

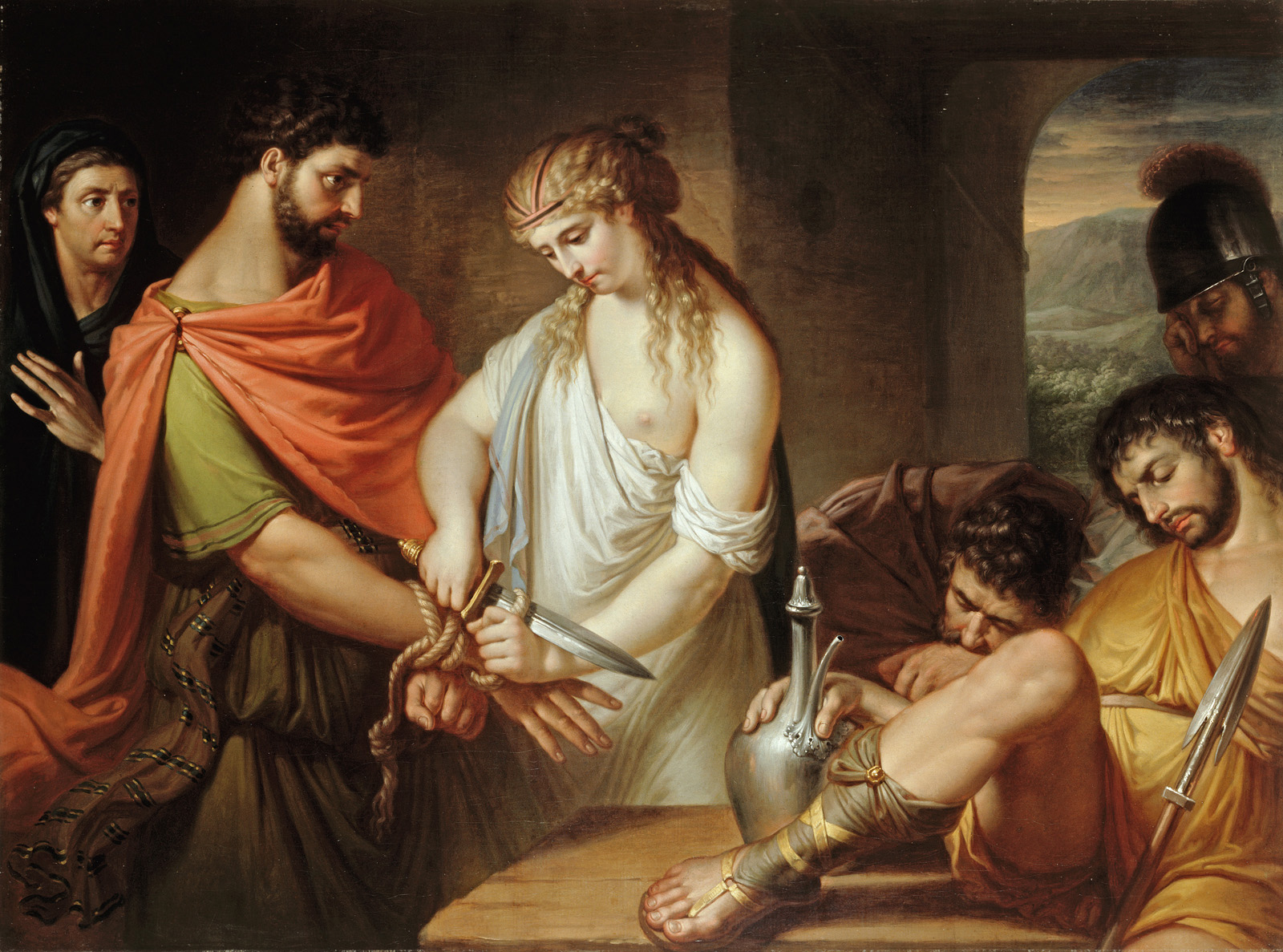
Een meisje redt Aristomenes door Franc Kavčič.

Aristomenes (Grieks: Ἀριστομένης) was een legendarische vrijheidsstrijder tijdens de Tweede Messenische Oorlog. Hij leidde de opstand van de Messeniërs tegen de Spartaanse overheersing en stond bekend als een roekeloze waaghals. Rond zijn persoon ontwikkelden zich in de Griekse overlevering allerlei legenden, en wat volgt moet dan ook met het nodige korreltje zout genomen worden…
Aan het hoofd van zijn dapperste krijgers viel Aristomenes meer dan eens Spartaans grondgebied binnen en plunderde verschillende Laconische dorpen. Hij slaagde er zelfs in om ongemerkt door de vijandelijke linies te breken en tot in het centrum van Sparta door te dringen, waar hij zijn schild ophing in de tempel van Pallas Athena, nadat hij er de uitdagende woorden ”Door Aristomenes aan de godin gewijd” had opgeschreven.
Door de reputatie van Aristomenes ontmoedigd, raadpleegden de Spartanen het Orakel van Delphi om te vragen hoe zij dit probleem konden aanpakken. Het orakel gaf ten antwoord dat ze … de Atheners om een leider moesten vragen. Deze raad werd met tegenzin ingevolgd, want de Spartanen en de Atheners waren nooit goede maatjes. Om het orakel niet te bruuskeren, maar om tegelijk hun aartsvijanden een hak te zetten, zonden de Atheners toen een kreupele schoolmeester: die zou, zo dachten zij althans, nooit een leger kunnen aanvoeren. Die schoolmeester was echter Tyrtaeus, de bezielde dichter die met zijn strijdliederen de Spartaanse soldaten wist te aan te zetten tot dapper vechten. Een en ander leidde ertoe dat Aristomenes zich moest verschansen in de bergvesting Ira.
De oorlog duurde nog elf jaar. Telkens opnieuw slaagde Aristomenes erin door de vijandelijke linies te breken en Laconië te terroriseren. Tot driemaal toe werd hij gevangengenomen en even vaak wist hij ook weer handig te ontsnappen. Bekend is de volgende anekdote. Toen hij voor de derde maal in handen van de vijand viel, werd hij met een aantal medestanders in een diepe kloof van de Taigetos geworpen. Wonderlijk genoeg overleefde hij de val: een adelaar (Zeus zelf?) zou hem ongedeerd naar de bodem van de kloof gebracht hebben… Toen hij een vos in de kloof had opgemerkt, begreep hij dat er ergens een uitweg moest zijn. Hij volgde het dier en vond zo een uitweg. Groot was dan ook de verbazing van de Spartanen, toen hij enkele dagen later opnieuw in vrijheid werd gezien.
Ondanks al deze heldendaden viel de vesting Ira uiteindelijk toch in handen van de vijand. Aristomenes wist echter wéér heelduids te ontsnappen. Volgens de overlevering overleed hij enkele jaren later op het eiland Rodos (Rhodus). Er wordt óók verteld dat hij 250 jaar later wéér op het slagveld verschenen is, vechtend tegen de Spartanen.
De heldendaden van Aristomenes werden vereeuwigd in het (verloren) epos Messeniaca van Rhianus, dat op zijn beurt als bron diende voor het vierde boek van Pausanias' Beschrijving van Griekenland.